# Otto Abt
Pour les articles homonymes, voir Abt.
Otto Abt ou Otto Hans Abt, né le 9 juin 1903 à Binningen et mort le 1er octobre 1982 à  Riehen, est un peintre suisse.

## Biographie

### Origines et famille
Otto Abt, de son nom complet Otto Hans Abt, naît le 9 juin 1903 à Binningen, dans le canton de Bâle-Campagne en Suisse. Il est originaire de Bâle. Son père, Johann Otto Abt, est médecin ; sa mère est née Elisa Katharina Ammann.
Il épouse en 1951 Martha Gertrud Rockenbach, dite Mait, tisseuse de tapisserie et originaire de Bâle.

### Études et parcours artistique
Après l'internat au lycée alpin de Zuoz (de), dans le canton des Grisons, il étudie la médecine à l'Université de Bâle à partir de 1923. Il suit en parallèle des cours à l'école professionnelle de Bâle auprès d'Ernst Baumann (de), d'Albrecht Mayer (de), d'Ernst Buchner et d'Hermann Meyer (de). Il y fait la connaissance des peintres Walter Kurt Wiemken et Walter Bodmer, avec qui il entretient une amitié qui durera toute sa vie.
Atteint de tuberculose, il interrompt ses études de médecine en 1925 et séjourne pendant deux ans au sanatorium de Leysin, dans le canton de Vaud. C'est pendant ce traitement qu'il se met plus intensivement à peindre.
Il ouvre son premier atelier à Bâle en 1927. S'ensuivent, à partir de cette même année, une série de voyages en Espagne et dans le sud de la France, entre autres, ainsi que des études à l'étranger à Paris, où il entre en contact avec la peinture d'avant-garde parisienne.
Dans le but de faire reconnaître la peinture moderne, abstraite, concrète et surréaliste en Suisse, Abt et plusieurs autres peintres bâlois fondent le Gruppe 33. En 1936, il rejoint Allianz, un groupe d'artistes suisses modernes qui militent pour la diffusion de l'art non figuratif. Abt passe les années de guerre au Tessin.
À partir des années 1950, il entreprend différents projets artistiques : outre la peinture sur toile, il produit aussi des peintures murales et des vitraux pour les bâtiments publics, ainsi que des céramiques Majolique et des mosaïques. Il a également participé, avec d'autres artistes du Gruppe 33, au développement et à la production des Basler Kunstlarven, masques très décorés utilisés lors du Carnaval de Bâle,.

### Décès et sépulture
Il meurt le 1er octobre 1982 à Riehen, (ou à Bâle).
Il est enterré dans le cimetière de Wolfgottesacker (de) dans la même ville.

## Œuvres
- Vor Sonnenaufgang (céramique), 1934, décoration de fontaine, Petersschule, Bâle[9]
- Aurore (peinture), 1935, Kunstmuseum (Bâle)
- Komposition (peinture murale), 1968, Spiegelfeld-Schule, Binningen
- Jahreszeiten (vitrail), 1974–1976, Crématoire du cimetière du Hörnli à Riehen
- Vorort im Winter (peinture), 1969[10].